# The Simpsons Game
The Simpsons Game — відеогра в жанрі екшн платформера, яка заснована на сюжеті анімаційного телесеріалу  «Сімпсони» та частково на «Сімпсони у кіно». Вона була розроблена для Nintendo DS, Wii, Xbox 360, PlayStation 2, PlayStation 3 і PlayStation Portable. Гра була розроблена, видана та розповсюджувалася компанією «Electronic Arts». Вона вийшла у США в жовтні 2007, а в світі в листопаді 2007. Гра пропонувала оригінальну історію написану сценаристами Сімпсонів: Tim Long, Matt Selman і Matt Warburton. За сюжетом, що сам на себе посилаються, сім'я дізнається, що вони змушені взяти участь в іншій відеогрі за Сімпсонами. Подібно до мультсеріалу, гра висміює масову культуру, інші відеоігри та самого видавця, Electronic Arts.
Головними героями гри є п'ять членів сім'ї Сімпсонів, а саме, Гомер, Мардж (із Меґґі), Барт та Ліса, які дізнаються, що вони є частиною відеогри та отримали суперсили, щоб вирішити деякі ситуації. У кінцевому випадку, вони повинні врятувати своїх 8-бітних попередників від Вільяма Райта та творця їхніх відеоігрових персонажів, Метта Ґрейнінґа. Сім'я Сімпсони подорожує до чотирьох сценаріїв, що є пародіями на інші ігри, щоб зібрати золоті ключ-карти. Використовуючи їх, сім'я проникне до маєтку творця та врятує своїх попередників від знищення.
Гра отримала змішані відгуки від відеоігрових критиків. Вони відзначили її графіку та сюжет, який має багато пародій на інші відеоігри, але, водночас, засудили її коротку протяжність і погану поведінку камери, яка не завжди правильно працювала. The Simpsons Game отримала нагороду «Найкраща гра заснована на фільмі чи телепередачі» на 2007 Spike Video Game Awards та була номінована на «Найкращий відеоігровий сюжет» на 2007 Премії Гільдії сценаристів США. На 31 січня 2008 було продано чотири мільйонів копій гру у всьому світі.

## Ігровий процес
Гравці The Simpsons Game можуть керувати за чотирьох із п'яти членів сім'ї Сімпсонів, кожен з яких має свої унікальні вміння. На кожному рівні можна грати за двох різних членів сім'ї, окрім навчального рівня, «Країна Шоколаду», у якому можна грати лише за Гомера. Гра має шістнадцять рівні, що звуться епізодами, і кожен з них потребує спеціальних сил, для його проходження. Наприклад, у четвертому епізоді «Ліса Обіймачка дерев» гравець повинен використати силу Ліси «Рука Будди», щоб переміщувати величезні об'єкти і рогатку Барта, щоб зупинити машини. Вороги є унікальними в кожному епізоді, окрім фінального рівня, де гравець зустрічається з вже переможеними ворогами, але зі зміненими їхніми кольорами.
Деякі випробування стають доступними після закінчення всіх епізодів. Вони включають пошук всіх предметів колекціонування для кожного персонажу, пошук всіх відеоігрових кліше та у версіях PlayStation 3, Xbox 360, і Nintendo DS, виконання певних завдань, які пов'язані з сюжет епізодів, за обмежений час.
HUD гри «The Simpsons Game‍» має показники здоров'я для кожного персонажу в кожному рівні, атаки та спецсил для кожного персонажу, яким зараз керує гравець. Гра пропонує двогравцевий кооперативний режим, який має розділений екран та дозволяє кожному гравцю керувати одним з двох персонажів, що є на цьому рівні.
DS версія гри було розроблена окремо від своїх консольних частин і є пригодницьким бічним скролінгом. Вона також пропонує декілька можливості, що не доступні в інших версіях. Кілька міні ігор, що доступні для розблокування та грання в них, в основному є оновленими версіями аркадних ігор таких, як Frogger і Space Invaders, остання має відсилання до інопланетян Канг і Кодос з мультсеріалу Сімпсони Treehouse of Horror . Віртуальна домашня тваринка також є доступною, зветься «Домашня тварина Гомер», яка дозволяє гравцю годувати, розважати та рятувати Гомера від загроз таких, як задихання і серцеві напади.

### Ігрові персонажі
Гомер — це перший ігровий персонаж, доступний для гравця на рівні «Країна Шоколаду». Його вміння включають: перетворення в «М'яч Гомера», з'ївши покращувалки (power-up) їжі і дозволивши йому котитися та штовхати об'єкти; перетворення в Мармеладного Гомера, з'ївши маленьку мармеладову Венеру Мілоську, щоб стріляти мармеладовими гранатами; їсти пекучий червоний перець, щоб стати «Гомером Божевільними перцем» та використовувати лаву і вогняні бомби; вдихати гелій, щоб стати шаром і піднятися у повітря. Спецсила Гомера — це величезна відрижка, яка може оглушити ворогів. Барт вперше з'являється на другому рівні гри «Бартмен: Початок». Він може перетворюватися в Бартмена, що дозволяє йому використовувати зіплайн, забиратися на певні стіни, ковзати вздовж довгої відстані та робити різні акробатичні трюки. Спецсила Барта — це випускати навалу кажанів до ворогів. Він може використовувати свою рогатку, щоб перемагати ворогів і стріляти по цілям здалеку.
Ліса представлена на четвертому рівні «Ліса Обіймачка дерев». ЇЇ основний вид атаки є удар ногами, а її сила — «Рука Будди». Вона може використовувати її, щоб шмагати, розбивати, заморожувати або надсилати блискавку на ворогів, а також підіймати певні предмети. Спецсила Ліси — це грання на своєму саксофоні, щоб атакувати і оглушити ворогів. Поступово, Ліса зможе використовувати свій саксофон, щоб обертати ворогів оди проти одного. Мардж — це персонаж, за якого гравець буде грати найменше. Представлений на п'ятому рівні «Правила Натовпу», Мардж дізнається, що її сили — це робити великий натовп, що її підкоряється. Вона може використовувати свій натовп, щоб руйнувати перешкоди, будувати об'єкти, атакувати ворогів та ремонтувати об'єкти. Меґґі, фактично, є розширенням Мардж та гравець за неї грає, коли потрібно пробратися через вентиляцію чи інші маленькі місця.

## Сюжет
Гра розпочинається з Гомера, який має солодку уяву про світ із шоколаду, де він намагається зловити та з'їсти білого шоколадного зайця, прокинувшись він засмучений, що це лише всього сон.
Барт йде до крамниці з відеоіграми і примушує продавця продати йому нову та жорстоку гру «Grand Theft Scratchy», але її забирає Мардж. Коли Барт нудиться, то з неба до нього падає відеоігрова інструкція. Прочитавши інструкцію, Барт дізнається, що він та решта його сім'ї мають спецсили. Пізніше, Барт використовує свої сили Бартмана, щоб зупинити Джимбо, Керні і Долф від крадіжки з Музею Природознавства, Гомер використовує своє вміння ставати великим шаром та виграє конкурс з поїдання їжі, Ліса використовує свої сили медитації, щоб зупинити проект знелісення, а Мардж використовує свої сили впливання на натовп, щоб зупинити вихід гри «Grand Theft Scratchy» у Спрингфілді, хоча Ліса іронічно вказує на те, що вона використовує насилля, щоб зупинити насильницьку гру.
Під час вечері, сім'я в захваті через свої нові сили. Однак, це приводить до дискусії, що вони повинні робити з цим силами. Інопланетяни Канг і Кодос бачать це, як можливість напасти на Землю і розгортається вторгнення інопланетян. Зрозумівши, що жодне з їхніх сил недостатньо потужні для перемоги інопланетян, Барт і Ліса відвідують Професора Фрінка. Вони побували у його будинку, в якому його не було, але вони наткнулися на портал, що відправив їх до місця, яке зветься Ігровий рушій, де були створені всі відеоігри. Після врятування професора від гігантської горіли, він дає їм керівництво гравця від гри «The Simpsons Game», щоб навчити їх, як краще використовувати їхні сили, а також, щоб отримати ще одну нову силу. І скоро сім'я Сімпсонів намагається зупинити вторгнення  інопланетян. Спершу, Барт і Ліса допомагає Капітан Маккалістер у відбиванні мозко-контрольованих дельфінів, що атакувала міський акваріум. Потім, Барт і Гомер перемагають статую Ларда Лада, яка ожила. На завершення, вони рятують Клітуса від інопланетян.
У пошуках правди, сім'я звертається до Інтернету і дізнається більше про свої сили, що вони мають у грі. Але сім'я випадково потрапляє до грального рушія, коли Гомер розлив пиво на клавіатуру. Там вони дізнаються про Вільяма Райта, який руйнує копії старої 8-бітної гри «The Simpsons» ті її персонажів. Сім'я вирішує врятувати своїх 8-бітних попередників перед ти, як вони будуть знищенні Райтом, в також дізнаються, що вони будуть теж застарілими, коли вийде нова гра «The Simpsons». Єдиний шлях зупинити це — поговорити з творцем ігор та переконати його не знищувати їх. Щоб потрапити до його маєтку, сім'я повинна отримати чотири ключ-карти з чотирьох майбутніх Simpsons ігор. Спершу, Гомер і Мардж перемагають двоголового дракона, голови якого є головами Патті і Селма з гри «Neverquest». Потім Мардж і Ліса подорожують до Grand Theft Scratchy, щоб усунути весь образливий матеріал на більш сімейнодружній. Далі, Гомер і Барт подорожують до Франції під час другої світової війни, щоб перешкодити плану містера Бернса вкрасти безцінну французьку картину у грі «Медаль Гомера». Потім Ліса і Гомер подорожують до стародавньої Японії, щоб перемогти злого містера Дьорта тв його «Іскромона» у «Big Super Happy Fun Fun Game».
Як тільки вони отримали всі чотири ключ-карти, Барт і Гомер проникають у маєток творця. Їх привітав Метт Ґрейнінґ, який відправив за ними персонажів Футурами Бендера і Зойдберґа. Сім'я перемагає їх, а Ґрейнінґ визнає, що він створює нові ігри заради грошей та знищує ігровий рушій. Сімпсони разом із кількома іншими персонажами з гри тікають до Спрингфілду, де інопланетяни ще досі атакують Землю. Ліса використовує свої сили, щоб створити сходи до небес і сім'я запитала б про пораду у Бога. Після того, як вони його перемогли у грі «Dance Dance Revolution», Бог відкрив їм, що відеогра, у якій вони зараз є міні-грою в іншій грі про Землю. Він випадково кинув інструкцію відеогри, тому сім'я отримала суперсили. Зрозумівши свою вину, він пообіцяв відновити Спрингфілд, залишити їм  їхні сили тв покращити всі персонажам гри умови праці. Він також дав Гомеру три бажання. Як гра закінчується, стає відомо, що Ральф Віггам грає всю гру перед тим, як він дивиться на екран, дивуючись, хто на нього дивиться.

## Розробка

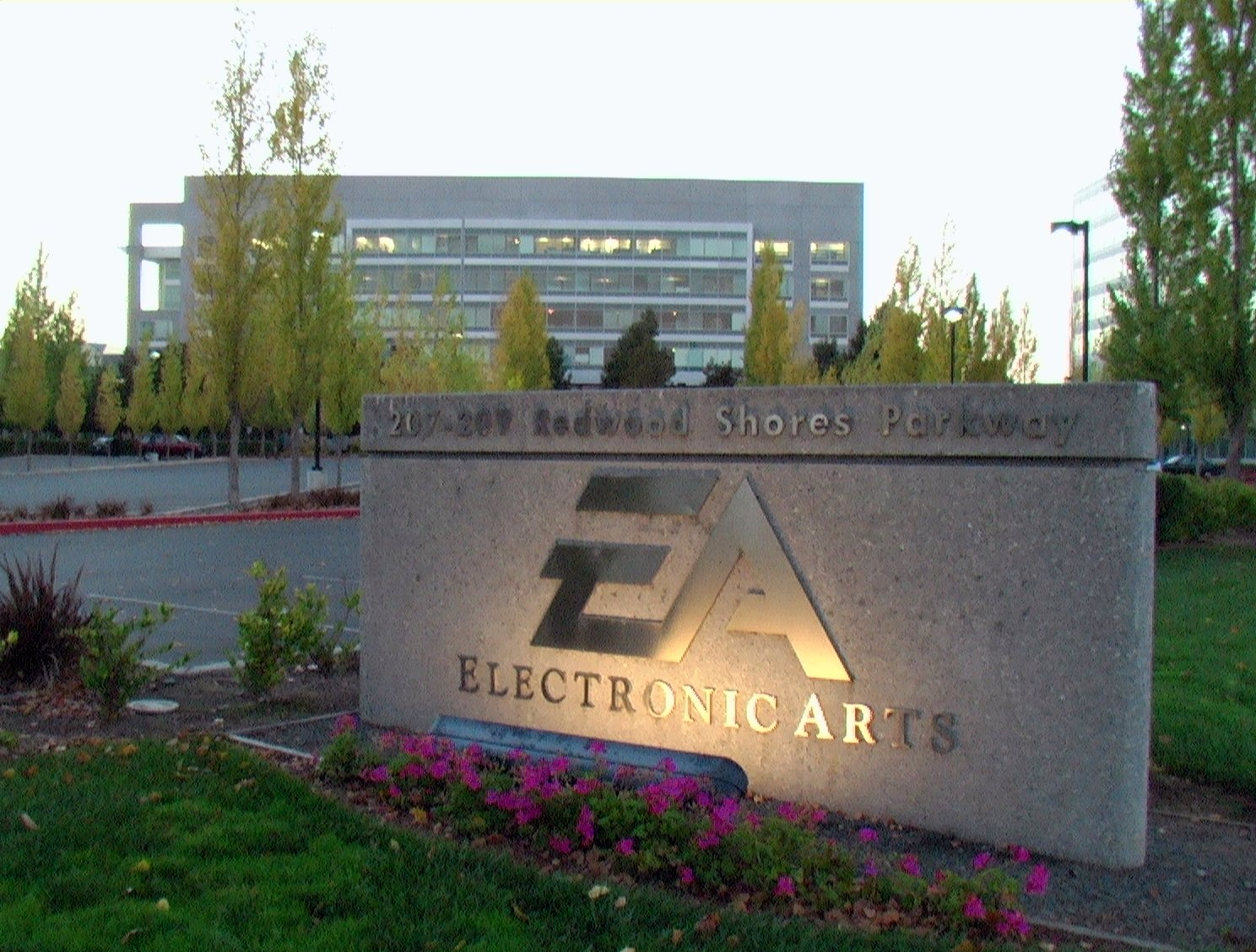
Команда Redwood Shores компанії Electronic Arts, розташованого у Редвуд-Сіті, Каліфорнія, розробляла The Simpsons Game і Electronic Arts видавала та розповсюджувала її.

Сюжет гри був написаний Тім Лонг, Метт Сельман і Метт Варбертон, що є основними сценаристами мультсеріалу «The Simpsons». Вони хотіли створити щось, що зверталось до любителів мультсеріалу і, щоб було, в першу чергу, «хорошою грою». Метт Ґренінґ і сценаристи продовжували залишати відгуки щодо вмісту гри від її «подивись і відчуй» до її головоломок й ігрового процесу. Виконавчий продюсер гри, Скот Амос, сказав, що це було надзвичайне об'єднання між сценаристами та розробниками. Селманб головний сценарист, сказав, що причина, через яку вони вирішили назвати її «The Simpsons Game» і не присвоювати їй підзаголовку — це те що вони відчули, що гра стане перезапуском «ігрової серії Сімпсонів […] велика, нова, свіжа гра, що бере відеоігри та смішні речі з усього часу».

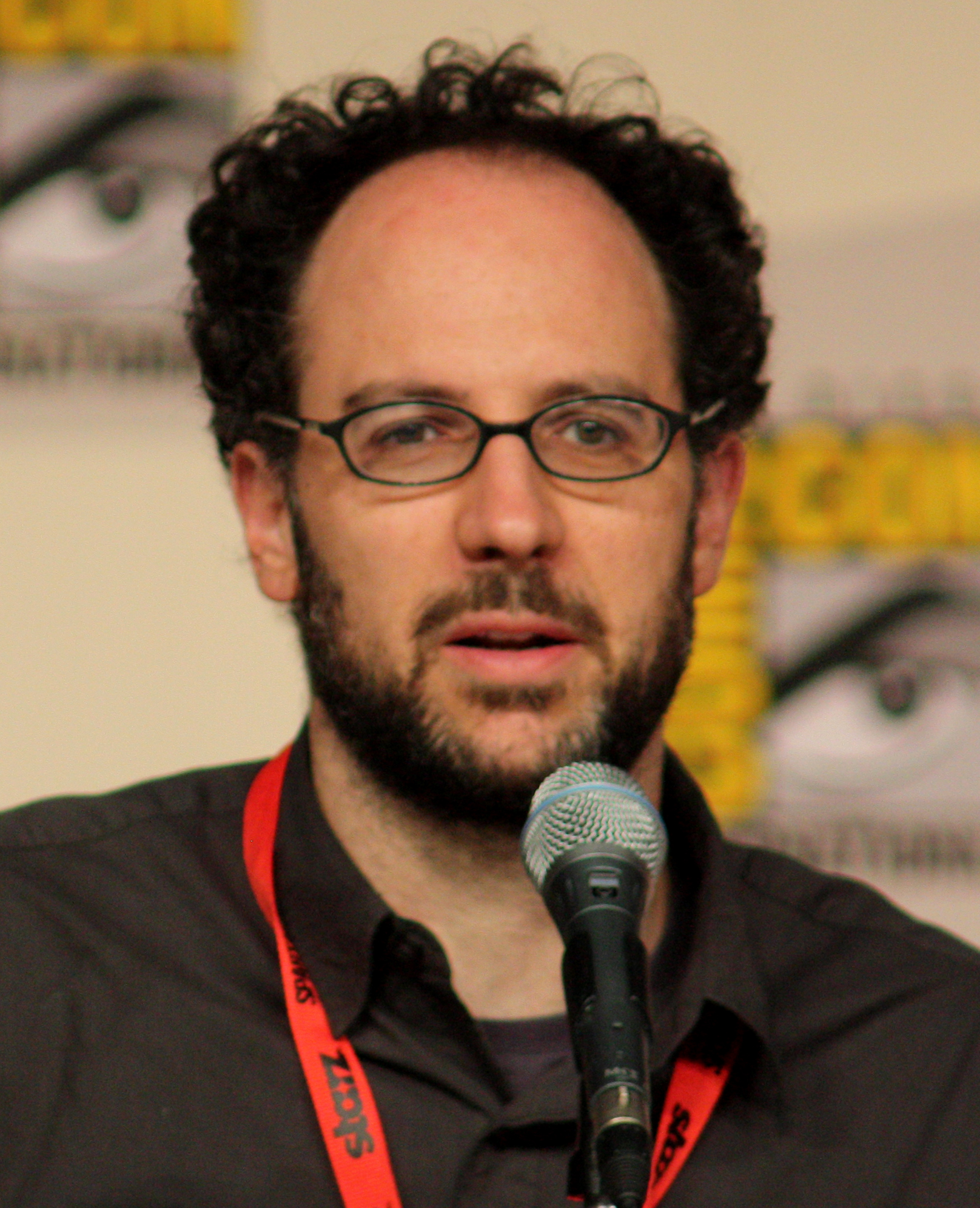
Метт Сельман був головним сценаристом The Simpsons Game.

The Simpsons Game була видана Electronic Arts і розроблена її дочірньою компанією, EA Redwood Shores; компанія підписала угоду щодо прав на відеоігри за мотивами «Сімпсонів» у 2005. Головний дизайнер гри, Greg Rizzer, сказав, що коли він запитав своїх босів, чи могли б ми зробити на пародії на деякі ігри Electronic Arts, включаючи Medal of Honor, то вони були захоплені цим. У The Simpsons Game, яка робить пародії на відеоігри від 30 років до 2007, було примусово видалено деякий її контент після скаржень кількох відеоігрових компаній. Однак Rizzer залишився задоволений кількість пародій на ігри та розглядає The Simpsons, як «неперевершену машину глузування над ігровою індустрією». На 2007 Games Convention у Лейпцигу, Німеччина, плакат до «Grand Theft Scratchy», одного з рівнів у «The Simpsons Game» і пародії на Grand Theft Auto, було знято, через просьбу одного з працівників Rockstar Games, компанії, що розробляє відеоігри серії «Grand Theft Auto». Однак кілька компаній було вражені пародіями на свої відеоігри, включаючи розробників із Harmonix, які були задоволені грою «Sitar Hero», пародії на гру компанії Harmonix «Guitar Hero». На додачу до ігрових пародій, The Simpsons Game також пропонує декілька камео з сатиричного погляду, включаючи Метт Ґренінґа у ролі себе та Вільяма Райта у ролі противника.
Щоб відтворити 2D, ручно-мальований стиль персонажів, як у мульсеріалу, то використовується сел-шейдингова графіка, яка допомагає сплюснути моделі персонажів із будь-якого ракурсу камери. Команда розробників зіштовхнулася зі складнощами при візуалізуванні загостреного волосся Ліси як 2D у 3D середовищі гри. Версія для Wii має нижчу якість графіки ніж версії для Xbox 360 і PlayStation 3 через менш потужне залізо консолі. Обкладинка гри для кожної з консолів є різною.

## Відгуки про гру
| Агрегатор  | Оцінка                                                            |
| ---------- | ----------------------------------------------------------------- |
| Metacritic | 69 % (DS) 68 % (PS2) 71 % (PS3) 59 % (PSP) 64 % (Wii) 71 % (X360) |

| Видання       | Оцінка                                         |
| ------------- | ---------------------------------------------- |
| 1Up.com       | B+ (DS)                                        |
| Eurogamer     | 6 of 10 (X360)                                 |
| Game Informer | 7.25 of 10 (PS3)                               |
| GameSpot      | 7.5 of 10 (DS) 7.0 of 10 (PS2) 6.5 of 10 (Wii) |
| GameSpy       | 3.5 of 5 (X360)                                |
| GameTrailers  | 7.9 of 10 (X360)                               |
| GameZone      | 7.9 of 10 (DS) 7.3 of 10 (X360)                |
| IGN           | 7.7 of 10 (DS) 7.7 of 10 (PS3) 7.0 of 10 (PSP) |

Гра отримала змішану оцінку, отримавши загальний бал 71 % на Metacritic для версій гри для Xbox 360 і PlayStation 3. Хвалили графіку та сюжет, що висміює ігрову індустрію і сам мультсеріал. The Simpsons Game виграла нагороду «Найкраща гра заснована на фільмі чи телепередачі» на 2007 Spike Video Game Awards, та була номінована на «Найкращий відеоігровий сюжет» на 2007 Премії Гільдії сценаристів США. На 31 січня 2008 було продано чотири мільйонів копій гру у всьому світі. ЇЇ вихід на PlayStation 2 і Nintendo DS отримав по нагороді за продажі «Платина» від Entertainment and Leisure Software Publishers Association (ELSPA), що відмітило продажі не менше ніж 300,000 копій кожної версії у Великій Британії. ELSPA дало версіям гри для Wii, Xbox 360 і PlayStation Portable «Срібні» сертифікати, за продажі 100,000 копій або більше в регіоні. Пітер Новак CBC News назвав її третьою найбільш продаваною грою 2007 року та описав її як «безсумнівно кращою грою з участю нерозумний жителів Спрингфілду».
Ігровий гумор в стилі «Сімпсонів» отримав змішані відгуки. І GameSpot і GameTrailers сказали, що гра викликає достатній рівень сміху, щоб зіграти в неї хоча б раз. Також IGN і GameDaily відмітили, що гра припаде до душі будь-яким любителям Сімпсонів, як гравцям складних ігор, так і гравцям простих. Вони додали, що гра, особливо сподобається любителям надзвичайно складності. Незважаючи не кілька проблем, що має гра, GameSpy сказав, що вона коштує того, щоб переглянути гумористичні пародії. Однак Том Брамвелл з Eurogamer вважає, що гумор у грі дуже довго витримати не можна, тому порадив тим, хто зацікавлений у гуморі Сімпсонів, купити коробковий набір одного з сезонів мультсеріалу. Джой Джуба з Game Informer назвав гру посереднім досвідом. Він сказав, що гра створена більше для любителі мультсеріалу і, що гравцю, який не бачив його, краще не грати у гру.
Eurogamer хвалив залучення до розробки гру людей з мультсеріалу «Сімпсони» і GameZone сподобався механіка у гри за двох персонажів та отримав задоволення при збиранні розблоковуваних речей. GameTrailers вважає, що графіки та анімації виглядають чудово і оцінив вигляд ручної мальовки персонажів, навіть якщо вони думають, що очевидно те, що персонажі «ніколи справді не можуть стрибати у трьох вимірах».
Критика гри в основному полягала у коротко тривалості, невпинному ігровому процесі та проблемою з системою камери. GameSpot думає, ігровий процес «не є чимось особливим» коли GameZone назвав гру «досить пустою», що досить сильно залежить від повторювальних стрибкових загадок і слабкої бойової системи. Гра розчарувала IGN тому, що вона не містить онлайнових можливостей і те, що вона занадто коротка. GameZone і GameSpy вважають, що система камери є проблемною та назвали її «больова» і «зламана» можливість; GameDaily також думає, що вона набридлива тому, що часто застряє.
Версія гри для DS, яка значно відрізняється від інших версій, отримала похвалу за незвичний ігровий процес, але розкритикована за коротко тривалість. IGN похвали незвичний досвід ігрового процесу DS версії і GameSpot проголосив, що він задовольняє від початку до кінця. Однак GameSpot і GameZone були обидва розчаровані, що гра занадто коротка. 1UP вважає, що, незважаючи на незліченне пародіювання 2D платформерів у грі «The Simpsons Game», вона все одно їх використовує, що є безглуздою прецею.

## Скасоване продовження
Electronic Arts планувала створити продовження до гри, з назвою «The Simpsons Game 2» разом з версією Dead Space 2 для Nintendo Wii, але обидві гри були скасовані у 2011 тому, що студія вирішила очистити кімнату для більш важливих проектів.